# Lophospiza
Lophospiza (лат.) — род хищных птиц из семейства ястребиных (Accipitridae). Представители рода распространены в Азии. Ранее всех представителей рода Lophospiza помещали в род Accipiter. Молекулярно-филогенетические исследования показали, что род Accipiter является полифилетическим, и в результате последующей ревизии были созданы монофилетические роды, в один из которых и были включены два вида.
Род  был введён в 1844 году немецким зоологом Иоганом Каупом (нем. Johann Jakob Kaup) с типовым видом Falco trivirgatus Temminck. Название рода сочетает в себе др.-греч. λοφος, означающее «хохолок», и др.-греч. σπιζιας, означающее «ястреб».
В состав рода включают два вида:
| Изображение | Научное название      | Русское название            | Распространение  |
| ----------- | --------------------- | --------------------------- | ---------------- |
|             | Lophospiza trivirgata | Хохлатый ястреб             | Азия             |
|             | Lophospiza griseiceps | Сулавесский хохлатый ястреб | Эндемик Сулавеси |